# Бакланники
Бакла́нники — хутор в Семикаракорском районе Ростовской области.
Административный центр Бакланниковского сельского поселения.

## География
Хутор находится в центре Ростовской области, на берегу реки Сал (приток Дона), в 20 км от Семикаракорска.

## История
Хутор был образован в 1925 году. Являлся отдалённой полеводческой бригадой колхоза им. Сталина. На хуторе имелась начальная школа и сельский магазин.

## Население
| 2010 |
| ---- |
| 1005 |

## Улицы
| - пер. Восточный - пер. Западный - пер. Мира - пер. Новый - пер. Торговый - пер. Школьный | - ул. Интернациональная - ул. Набережная - ул. Строительная - ул. Школьная |

## Экономика
Сельхозпредприятие «Совхоз Бакланниковский».